# South South

Die sechs geopolitischen Zonen Nigerias

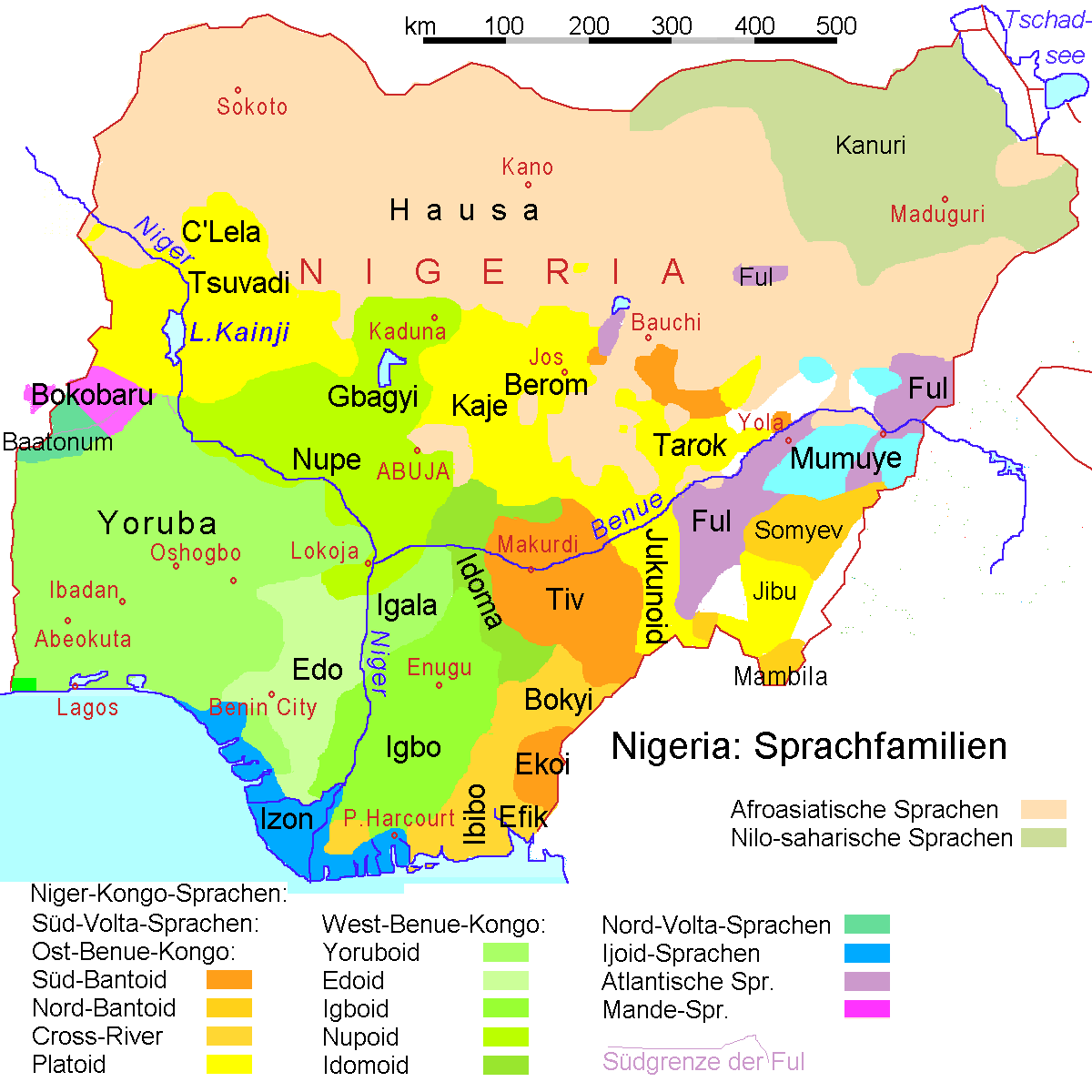
Nigerias Sprachfamilien

Administrative Übersicht in Nigerien

Der South South (auch mit Bindestrich: South-South) ist eine der sechs geopolitischen Zonen Nigerias. Er bezeichnet sowohl eine geografische als auch eine politische Region an der Ostküste des Landes. Er umfasst sechs Bundesstaaten: Akwa Ibom, Bayelsa, Cross River, Delta, Edo und Rivers.
Die Zone erstreckt sich entlang der Atlantikküste von der Küste der Bucht von Benin im Westen bis zur Küste der Bucht von Bonny im Osten. Sie umfasst einen Großteil des Nigerdeltas, das für die ökologische und wirtschaftliche Entwicklung der Region von entscheidender Bedeutung ist. Geografisch ist die Zone unterteilt: Im äußersten Süden der Küste liegen die zentralafrikanischen Mangroven, während die wichtigsten Ökoregionen im Landesinneren – von Ost nach West – die Küstenwälder Cross-Sanaga-Bioko, die Übergangswälder Cross-Niger, die Sumpfwälder des Nigerdeltas und die nigerianischen Auwälder sind.
Obwohl der South South nur etwa 5 % des nigerianischen Territoriums ausmacht, trägt er aufgrund seiner umfangreichen Öl- und Erdgasreserven erheblich zur nigerianischen Wirtschaft bei. Die Bevölkerung der Zone beträgt etwa 26 Millionen Menschen, das sind etwa 12 % der Gesamtbevölkerung des Landes. Port Harcourt und Benin City sind die bevölkerungsreichsten Städte im Süden des Landes und die viert- bzw. fünftgrößten Städte des Landes. Port Harcourt und seine Vororte, zusammen Greater Port Harcourt genannt, bilden mit etwa 3 Millionen Einwohnern den größten Ballungsraum der Zone. Weitere große Städte im Süden sind (in absteigender Reihenfolge nach der Bevölkerung): Warri/Uvwie, Calabar, Uyo, Ikot Ekpene, Ugep, Sapele, Buguma, Uromi, Ughelli, Ikom und Asaba.

## Geschichte
Die South South-Region wurde 1997 auf Empfehlung des Alex-Ekwueme-Gremiums durch das nationale Regime von General Sani Abacha aus Teilen der westlichen und östlichen Regionen Nigerias geschaffen.
Edo, Delta, ein Viertel von Bayelsa und der Ndoni-Abschnitt des Bundesstaates Rivers gehörten zur alten Western-Region. Drei Viertel der Fläche der Bundesstaaten Bayelsa, Rivers, Akwa Ibom und Cross River gehörten zur alten Ostregion.

## Schutzgebiete

Cross River Nationalpark

| Schutzgebiet                    | Ort         | Fläche                   |
| ------------------------------- | ----------- | ------------------------ |
| Afi Mountain Wildlife Sanctuary | Cross River | 104 km2 (40 sq mi)       |
| Afi River Forest Reserve        | Cross River | 312 km2 (120 sq mi)      |
| Cross River National Park       | Cross River | ~4,000 km2 (~1544 sq mi) |
| Edumanom Forest Reserve         | Cross River | 93.24 km2 (36.00 sq mi)  |
| Mbe Mountains Community Forest  | Cross River | 86 km2 (33 sq mi)        |
| Ohosu Game Reserve              | Edo         | 471 km2 (182 sq mi)      |
| Okomu Forest Reserve            | Edo         | 1,082 km2 (418 sq mi)    |
| Okomu National Park             | Edo         | 200 km2 (77 sq mi)       |

## Demografie

### Sprachen
- Akwa Ibom
  - Ibibio
  - Annang
  - Efik-Ibibio
  - Oron language
  - Obolo language
- Bayelsa
  - Izon
  - Ogbia
  - Epie
- Cross River
  - Efik
  - Humono
  - Yala
  - Nde-nsele-nta
  - Bokyi
  - Etung
  - Legbo-Agbo
  - Ejagham
  - Ekoi
  - Ekajuk
  - Yakurr
  - Efut
  - Kiong
- Delta
  - Enuani
  - Urhobo
  - Isoko
  - Ika
  - Ukwuani
  - Itsekiri
  - Igbo
  - Ndokwa
  - Yoruba
  - Izon etc.
- Edo
  - Esan
  - Etsako
  - Ika Igbanke
  - Bini
- Rivers
  - Andoni
  - Okrika
  - Kalabari
  - Engenni
  - Ikwerre
  - Ogba
  - Etche.
  - Ekpeye
  - Ndoki
  - Igbo
  - Ukwuani
  - Egbema
  - Ijaw
  - Nkoro
  - Ogoni
  - Degema
  - Abua
  - Odual

### Verwaltung

#### Regionale Entwicklungsbehörden
Auf Bundesebene sind das Ministerium für Angelegenheiten des Nigerdeltas und sein staatliches Unternehmen, die Entwicklungskommission des Nigerdeltas, für den Süden des Landes sowie für drei weitere ölproduzierende Bundesstaaten (Abia, Imo und Ondo) zuständig. Anders als die Entwicklungsbehörden anderer Zonen wie etwa die North-East Development Commission sind die derzeitigen Behörden für die Außenbereiche des South South-Gebiets zuständig, da die NDDC als Reaktion auf Proteste und Konflikte im weiteren Nigerdelta-Gebiet gegründet wurde. Einige Gesetzgeber in den späten 2010er und 2020er Jahren, wobei die Befürworter für Fairness gegenüber den Kommissionen der anderen Zonen plädierten, während die Gegner den Vorschlag als überflüssig verspotteten. Zu den Aufgaben der derzeitigen Entwicklungsbehörden gehören der Umweltschutz und die Entwicklung der Infrastruktur. Allerdings sind sowohl das Ministerium als auch die Kommission seit langem von Korruption und Misswirtschaft geplagt, was zum Abbruch oder Scheitern vieler Projekte geführt hat.

#### Bundesstaaten und lokale Verwaltungsbereiche
| Name        | ISO Kodierliste | Wappen | Ort | Stadt         | Stadt         | Lokale Verwaltungsbezirke | Gebietsgröße | Bevölkerung (Schätzung 2019) |
| Name        | ISO Kodierliste | Wappen | Ort | Hauptstadt    | Größte        | Lokale Verwaltungsbezirke | Gebietsgröße | Bevölkerung (Schätzung 2019) |
| ----------- | --------------- | ------ | --- | ------------- | ------------- | ------------------------- | ------------ | ---------------------------- |
| Akwa Ibom   | AK              |        |     | Uyo           | Uyo           | 31                        | 7081 km²     | 4,780,581                    |
| Bayelsa     | BY              |        |     | Yenagoa       | Yenagoa       | 8                         | 10773 km²    | 2,394,725                    |
| Cross River | CR              |        |     | Calabar       | Calabar       | 18                        | 20156 km²    | 4,175,020                    |
| Delta       | DE              |        |     | Asaba         | Asaba         | 25                        | 17898 km²    | 5,307,543                    |
| Edo         | ED              |        |     | Benin City    | Benin City    | 18                        | 19559 km²    | 4,461,137                    |
| Rivers      | RI              |        |     | Port Harcourt | Port Harcourt | 23                        | 11077 km²    | 7,034,973                    |

#### Politik
Obwohl in den Gebieten, die heute den South South-Raum bilden, während der Ersten, Zweiten und der abgebrochenen Dritten Republik ein hart umkämpfter Wahlkampf herrschte, stimmte bei den Präsidentschaftswahlen der Vierten Republik von 1999 bis 2019 jeder Staat der Region durchgängig für die Kandidaten der Peoples Democratic Party. Nachdem Olusegun Obasanjo 1999 und 2003 den Süd-Süd-Raum mit deutlichem Vorsprung gewonnen hatte, konnte Goodluck Jonathan – ein Einheimischer aus dem Bundesstaat Bayelsa – die Mehrheit der PDP in den Jahren 2011 und 2015 deutlich vergrößern. Allerdings verringerte sich der Vorsprung der PDP 2019, als Atiku Abubakar der Kandidat der Partei war. Im Jahr 2023, als Abubakar erneut der PDP-Kandidat war, beendeten vier Süd-Süd-Staaten ihre Erfolgssträhne bei der PDP-Stimmabgabe: Rivers wurde trotz weit verbreiteter Unregelmäßigkeiten von Bola Tinubu (APC) gewonnen, während Cross River, Delta und Edo für Peter Obi (LP) stimmten.

#### Präsidentschaftswahlen
Präsidentschaftswahlen in den South South-Staaten der Vierten Republik:
| Jahr | Akwa Ibom      | Bayelsa        | Cross River    | Delta          | Edo            | Rivers         |
| ---- | -------------- | -------------- | -------------- | -------------- | -------------- | -------------- |
| 1999 | Obasanjo (PDP) | Obasanjo (PDP) | Obasanjo (PDP) | Obasanjo (PDP) | Obasanjo (PDP) | Obasanjo (PDP) |
| 2003 | Obasanjo (PDP) | Obasanjo (PDP) | Obasanjo (PDP) | Obasanjo (PDP) | Obasanjo (PDP) | Obasanjo (PDP) |
| 2007 | [ 15 ]         | [ 15 ]         | [ 15 ]         | [ 15 ]         | [ 15 ]         | [ 15 ]         |
| 2011 | Jonathan (PDP) | Jonathan (PDP) | Jonathan (PDP) | Jonathan (PDP) | Jonathan (PDP) | Jonathan (PDP) |
| 2015 | Jonathan (PDP) | Jonathan (PDP) | Jonathan (PDP) | Jonathan (PDP) | Jonathan (PDP) | Jonathan (PDP) |
| 2019 | Abubakar (PDP) | Abubakar (PDP) | Abubakar (PDP) | Abubakar (PDP) | Abubakar (PDP) | Abubakar (PDP) |
| 2023 | Abubakar (PDP) | Abubakar (PDP) | Obi (LP)       | Obi (LP)       | Obi (LP)       | Tinubu (APC)   |